# روستای راک استار
روستای راک استار 
(به تلوگویی: Village Rockstars) فیلمی محصول سال ۲۰۱۷ و به کارگردانی ریما داس است. در این فیلم بازیگرانی همچون بانتیا داس، بسنتی داس، مانابندرا داس، بولورام داس، رینکو داس، بیشنو کالیتا ایفای نقش کرده‌اند.